# Impresa (scout)
Nello scautismo la parola impresa indica una modalità di lavoro tipica soprattutto del reparto. Se la struttura dell'impresa è più o meno fissa, i contenuti, la durata e l'impegno sono invece estremamente flessibili.

## L'impresa in Agesci

### L'impresa in branca Esploratori/Guide
Il regolamento metodologico dell'Associazione Guide e Scouts Cattolici Italiani (AGESCI) definisce l'impresa come cardine della vita di reparto e luogo privilegiato dove vivere l'avventura. L'impresa e le sue dinamiche sono quindi strumenti fondamentali a disposizione dei capi per veicolare i contenuti educativi della proposta scout.
Ogni impresa segue questo schema, ricalcato sul più ampio schema scoperta-competenza-responsabilità caratteristico del cammino scout:
- Ideazione
- Lancio
- Progettazione
- Realizzazione
- Verifica
- Fiesta

Dopo la fase di ideazione, che solitamente coinvolge i più grandi del reparto e i capi, in cui si individuano a grandi linee contenuti, obiettivi e tempi del progetto, si passa al lancio, cioè al presentare al resto del reparto l'impresa che si vuole compiere. A questo punto viene costituito il consiglio d'impresa, un gruppo di ragazzi che dovrà coordinare la progettazione e la realizzazione, avendo cura che ogni componente del reparto trovi un ruolo proprio e importante all'interno dell'impresa. Al termine dell'impresa si procede alla verifica, che viene svolta in una cerimonia ufficiale, in cui ognuno è chiamato a verificare il proprio impegno e la qualità dell'impresa. L'ultima fase, chiamata fiesta è il momento in cui godere dei frutti dell'impresa, anche presentandola a persone esterne al reparto.
L'impresa è quindi un grande contenitore di attività, organizzato in modo da dare alle attività un senso educativo, stimolando il senso di responsabilità e la progettualità dei ragazzi. Di fatto la vita del reparto è scandita da imprese, che possono essere svolte con la medesima modalità sia dal reparto nel suo insieme che dalle singole squadriglie che lo compongono.

### L'impresa in branca Rover/Scolte
La medesima struttura concettuale dell'impresa E/G può essere applicata anche alla branca R/S. In particolare il regolamento la definisce strumento metodologico privilegiato del noviziato.

## L'impresa negli Scouts d'Europa

### L'impresa di Squadriglia
L'impresa è, per definizione, una realizzazione grande, che impegni la squadriglia per uno o due mesi al raggiungimento di un obiettivo ritenuto dagli squadriglieri ai limiti delle proprie possibilità. L'impresa è un modo concreto di rispondere alla sete di avventura e autodeterminazione del singolo; è l'orizzonte con cui il Consiglio di Squadriglia si misura per realizzare i propri sogni. L'impresa non è un'occasione eccezionale, ma un'attività normale di una squadriglia; nel corso di un anno, possono essere realizzate una o più imprese. I momenti sostanziali dell'impresa sono quattro:
- Ideazione: essa avviene in Consiglio di Squadriglia; dopo aver riflettuto sulle proprie possibilità, ascoltato le idee di tutti, esaminate diverse possibilità, la squadriglia sceglie la sua impresa. In Consiglio capi il capo squadriglia metterà al corrente il capo riparto di questa scelta e dei motivi che hanno portato ad effettuarla.
- "Lancio'": è il momento in cui la squadriglia presenta al reparto, con varie tecniche di espressione(scena, burattini...), la propria meta da raggiungere sottolineando un impegno durativo.
- Progettazione: essa dovrà essere accurata e dettagliata. Dal punto di vista educativo, la preparazione ha un'enorme importanza perché insegna agli Esploratori ad organizzarsi, preparando piani e progetti e affidando a ciascuno compiti e responsabilità precisi sui quali poi si dovrà impegnare.
- Realizzazione: sotto la direzione del capo squadriglia, l'impresa verrà materialmente realizzata con l'apporto di tutti gli squadriglieri.
- Documentazione: il segretario inserirà nel Libro d'Oro una relazione che partirà dall'ideazione, racconterà come si è svolta la preparazione e documenterà la realizzazione della stessa.

### L'impresa di Riparto nella FSE
L'impresa di riparto si caratterizza per le medesime peculiarità rispetto all'impresa di squadriglia; la differenza sostanziale è che la fase di ideazione viene avviata in consiglio capi (per cui il tema dell'impresa sarà unico per tutte le squadriglie del riparto), mentre la progettazione e la realizzazione possono essere svolte di riparto o di squadriglia, a seconda delle decisioni prese dalla Corte d'Onore.

### L'impresa di Clan
Nell'ambito del Clan, per impresa si intende una serie di attività programmate secondo criteri di concretezza ed efficacia per raggiungere un determinato obiettivo. Generalmente essa è orientata a prestare un servizio a favore del prossimo, ma può avere anche altri scopi. Talvolta l'impresa può richiedere la collaborazione di esperti esterni, coinvolti e coordinati dal capo clan.

## Nell'Assoraider
L'Assoraider propone due tipi di impresa: personale e di pattuglia (quella che in molte altre associazioni si chiama squadriglia).

### Di pattuglia
Le pattuglie portano con sé tende, cordini, cibo e tutto il necessario.
Si cominciano ad attrezzare i campi, le tende e vengono tirate fuori le casse a brace per cucinare.
Ogni pattuglia ha un incarico, che può essere:
- Cucinare per tutto il reparto con le cassa-brace;
- Montare gli apparecchi e le bandiere per l'alzabandiera e l'ammainabandiera;
- Organizzare l'animazione;
- Montare le tende.

### Individuale
L'impresa individuale è la prova definitiva della preparazione morale e tecnica che un esploratore deve svolgere sul sentiero. Dovrà includere azioni che coinvolgono ciascuno dei quattro punti di BP (formazione del carattere, salute e forza fisica, abilità manuale e servizio verso il prossimo), rappresentati dai quattro Gruppi di Specialità. L'impresa individuale viene stabilita attraverso la firma di una "carta d'impresa" da parte dell'esploratore, che presenterà un proprio progetto personale, e del Capo Reparto. La "carta d'impresa" contiene tutti gli obiettivi della stessa e i tempi previsti.
Per valorizzare lo Scaut che si prepara a diventare Esploratore Scelto, il Commissario Centrale di Branca effettuerà la nomina ufficialmente inviando un apposito diploma con numero di registro e firma in originale, e il Capo Reparto consegnerà praticamente il distintivo durante una cerimonia specifica.